# Stefanie Clausen
Anna Stefanie Nanny Fryland Clausen (ur. 1 kwietnia 1900 w Kopenhadze, zm. 2 sierpnia 1981 w Karlebo) – duńska skoczkini do wody, medalistka olimpijska.

## Kariera sportowa
W 1920 r. reprezentowała barwy Danii na letnich igrzyskach olimpijskich w Antwerpii, zdobywając złoty medal w skokach z wieży.